# Orthogonius solidicornis
Orthogonius solidicornis – gatunek chrząszcza z rodziny biegaczowatych i podrodziny Orthogoniinae.

## Taksonomia
Gatunek ten opisali w 2003 roku Tian oraz Deuve.

## Opis
Biegaczowaty ten osiąga 12 mm długości ciała. Głowa i przedplecze rzadko punktowane. Nadustek z dwiema szczecinkami. Skleryt języczka o dwóch szczecinkach na wierzchołku. Bródka bez zęba środkowego. Tylne kąty przedplecza zaokrąglone. Międzyrząd pokryw 7 bruzdkowany.

## Występowanie
Gatunek ten występuje w Singapurze.